# La Riera de Babia
La Riera de Babia es una localidad española perteneciente al municipio de Cabrillanes, en la provincia de León, comunidad autónoma de Castilla y León.

## Geografía

### Ubicación
| Noroeste: Lago de Babia | Norte: Saliencia       | Noreste: Torre de Babia   |
| Oeste: Lago de Babia    |                        | Este: Robledo de Babia    |
| Suroeste Cabrillanes    | Sur: San Félix de Arce | Sureste: Huergas de Babia |

## Demografía
Evolución de la población
| Gráfica de evolución demográfica de La Riera de Babia entre 2000 y 2017 |
|                                                                         |
| Población de derecho (2000-2017) según el padrón municipal del INE      |